# Selección de voleibol de la República Dominicana
La selección de voleibol de República Dominicana es el equipo representativo del país en las competiciones oficiales de voleibol. Participa en los torneos organizados por la NORCECA, así como de la Federación Internacional de Voleibol.
En el 2018 participó en el Campeonato Mundial de Voleibol.